# 수문항
수문항은 전라남도 장흥군 안양면 수문리에 있는 어항이다. 1978년 6월 14일 지방어항으로 지정하여 관리하고 있다. 시설관리자는 장흥군수이다.

## 어항 구역
본 항의 어항구역은 다음과 같다.
- 수역: 210,330m2

## 어항 시설
- 선착장 242m, 물양장 200m, 방파제 581m

## 주요 어종
- 키조개